# Direction de la Démocratie, des Citoyen.ne.s et des Territoires
La Direction de la Démocratie, des Citoyen.ne.s et des Territoires (DDCT, anciennement Direction de la décentralisation et des relations avec les associations, les territoires et les citoyens, DDATC) est un des services de la mairie de Paris.
Elle est chargée de la mise en œuvre de la décentralisation et de la déconcentration des services de la Ville et de l'implication des citoyens dans la prise de décision publique pour les compétences relevant de la Mairie. 
Interlocutrice des associations, elle est également chargée de renforcer les relations avec les différentes collectivités territoriales d'Île-de-France. Enfin, elle assure la proximité et le développement de la démocratie locale et favorise une meilleure appréciation des relations entre les citoyens et les citoyennes de l'administration.
Organigramme de la direction
La direction est composée de quatre sous directions et de trois missions.
- Sous-Direction de la Décentralisation
- Sous-Direction des Ressources et de l’Evaluation
- Sous Direction de la Vie Associative
- Sous Direction Coopération territoriale
- Mission de la Médiation
- Mission de la démocratie locale
- Mission Communication